# کانتون آمباتو
کانتون آمباتو (به اسپانیایی: Ambato Canton) یک منطقهٔ مسکونی در اکوادور است که در استان تونگوراهوا واقع شده‌است.

## خصوصیات
کانتون آمباتو ۳۸۷٬۲۸۲ نفر جمعیت دارد.